# Etruskiska
Etruskiska är ett nu utdött språk talat av etruskerna, som bebodde mellersta Italien i de landskap som nu kallas Toscana och Lazio. Etruskiska finns belagt i inskrifter från början av 600-talet f. Kr. Språket började förlora i betydelse under 100-talet f. Kr. till förmån för latinet. 

## Släktskap

Etruskiskans, lemniskans och rätiskans historiska utbredning

Etruskiskans (eventuella) släktskap med andra språk är ett omdebatterat ämne. Det anses allmänt att etruskiska inte tillhör den indoeuropeiska språkfamiljen även om det finns teorier som hävdar släktskap med bland annat hettitiska och luviska. Räkneorden i etruskiskan avviker helt från det mönster som återfinns i indoeuropeiska språk och det är ett av de viktigaste argumenten mot släktskap med de indoeuropeiska språken.
1. θu
2. zal
3. ci
4. śa
5. maχ
6. huθ
7. semφ
8. cezp
9. nurφ
10. śar

Lingvisten Helmut Rix lade 1998 fram teorin att etruskiskan var släkt med de likaledes utdöda språken lemniska, som talades på ön Lemnos, och rätiska, som talades i Alperna. Dessa tre språk bildar enligt den teorin en egen språkfamilj.

## Skriftspråk
Den tidigaste inskriften med det etruskiska alfabetet brukar dateras till 675 f.Kr. Alfabetet baserades på ett västgrekiskt alfabet som anpassades till etruskiskan. Etruskerna blev därmed det första folket i Italien med skriftspråk. Alfabetet spreds också till andra folk i Italien som oskerna och romarna.
Till en början skrevs etruskisk text från höger till vänster. Senare började alfabetet utvecklas, påverkad av etruskisk fonologi, och bokstäver som motsvarade fonem som inte fanns i etruskiska togs bort. På 400-talet användes det klassiska etruskiska alfabetet med 20 bokstäver och skrevs nästan alltid från vänster till höger. Det användes till 100 f.Kr., då det försvann i konkurrensen med det latinska alfabetet som har sin grund i det etruskiska. 

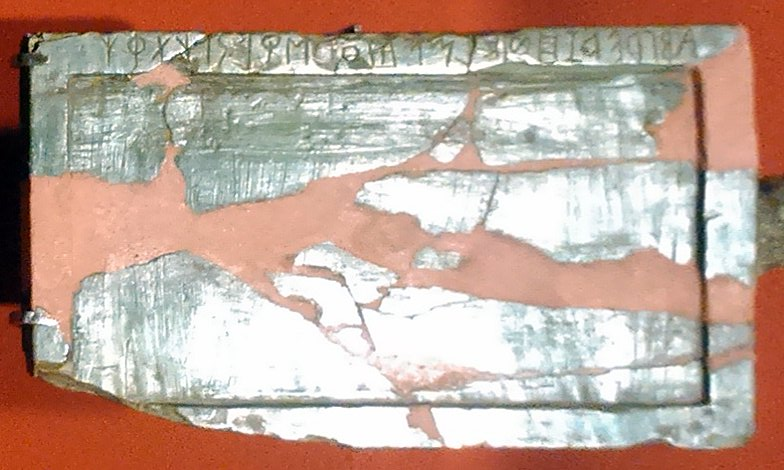
Marsilianatavlan, vars ram ristats med en arkaisk form av det etruskiska alfabetet.
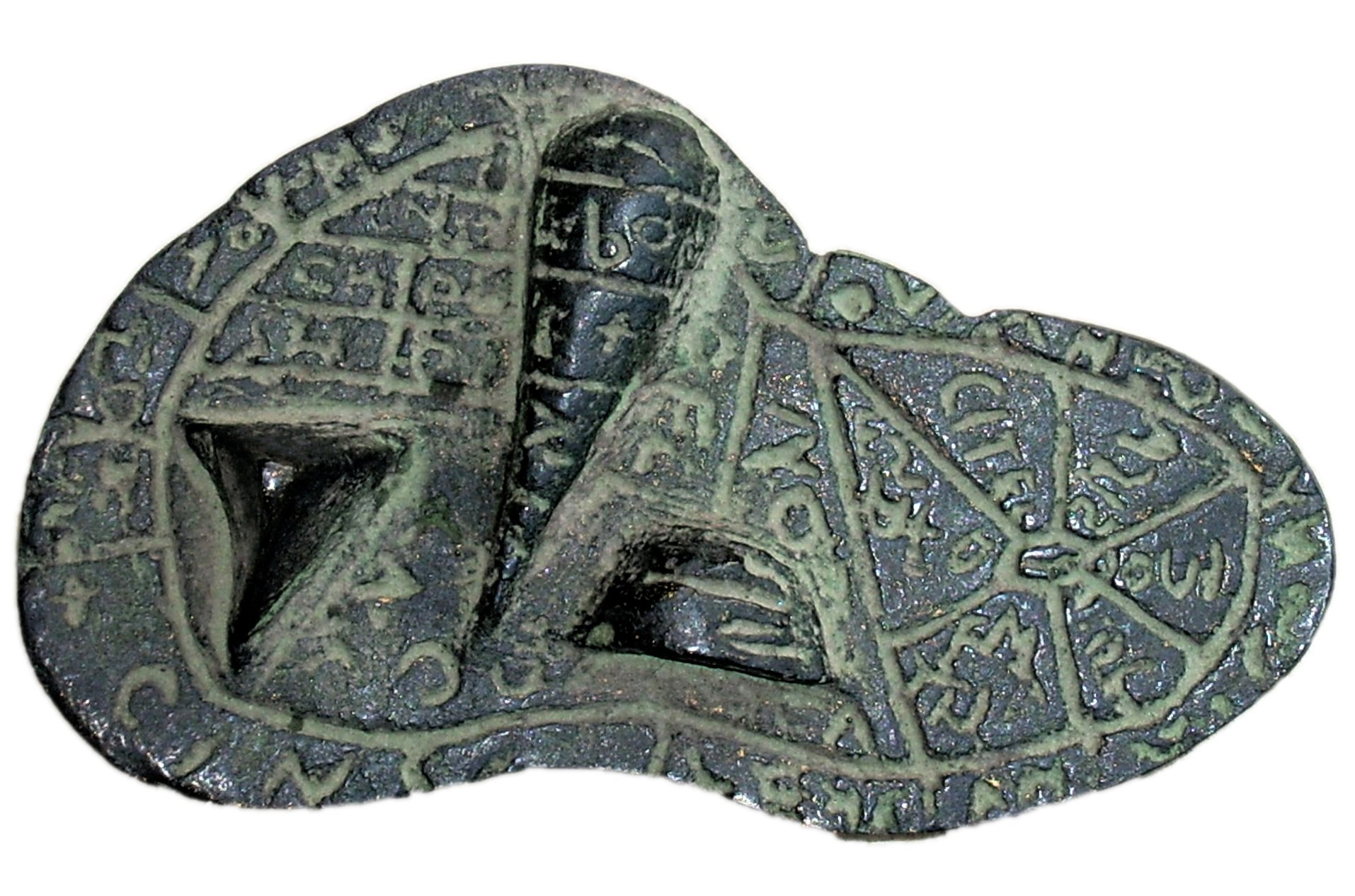
Etruskisk skrift på bronslevern från Piacenza.

### Skrivtecken
| Feniciska modellen                |     |     |     |     |     |     |               |     |      |     |     |     |     |     |   |     |     |          |     |     |      |     |     |      |      |      |   |
| Klassisk västgrekiska             |     |     |     |     |     |     |               |     |      |     |     |     |     |     |   |     |     |          |     |     |      |     |     |      |      |      |   |
| Ljud i klassisk västgrekiska      | [a] | [b] | [ɡ] | [d] | [e] | [w] | [dz]~[z]~[zd] | [h] | [tʰ] | [i] | [k] | [l] | [m] | [n] |   | [o] | [p] | [ts]~[s] | [k] | [r] | [s]  | [t] | [u] | [ks] | [pʰ] | [kʰ] |   |
| Fornitaliska unicodetecken(en)    | 𐌀   | 𐌁   | 𐌂   | 𐌃   | 𐌄   | 𐌅   | 𐌆             | 𐌇   | 𐌈    | 𐌉   | 𐌊   | 𐌋   | 𐌌   | 𐌍   | 𐌎 | 𐌏   | 𐌐   | 𐌑        | 𐌒   | 𐌓 𐌛 | 𐌔    | 𐌕   | 𐌖   | 𐌗    | 𐌘    | 𐌙    | 𐌚 |
| Marsilianatavlan                  |     |     |     |     |     |     |               |     |      |     |     |     |     |     |   |     |     |          |     |     |      |     |     |      |      |      |   |
| Arkaisk etruskiska (> ca 400-tal) |     |     |     |     |     |     |               |     |      |     |     |     |     |     |   |     |     |          |     |     |      |     |     |      |      |      |   |
| Nyetruskiska                      |     |     |     |     |     |     |               |     |      |     |     |     |     |     |   |     |     |          |     |     |      |     |     |      |      |      |   |
| Translitteration                  | a   | b   | c   | d   | e   | v   | z             | h   | θ    | i   | k   | l   | m   | n   | s᫈ | o   | p   | σ        | q   | r   | s, ς | t   | u   | s̽    | φ    | χ, g | f |
| Ungefärligt uttal                 | a   | —   | k   | —   | e   | w   | ts            | h   | tʰ   | i   | k   | l   | m   | n   | — | —   | p   | ʃ, s     | k   | r   | s, ʃ | t   | u   | —    | pʰ   | kʰ   | f |

Formerna på de arkaiska etruskiska och nyetruskiska (översatt från engelska: Neo-Etruscan) bokstäverna hade ett fåtal varianter, använda på olika platser och/eller i olika epoker. Noterbart användes motsatta bokstäver för /s/ och /ʃ/ beroende på ort. Ovan visas skrivtecknen från fornitaliska unicodetecken(en), vars utseende kommer att bero på typsnittet som används av webbläsaren. Dessa är orienterade som de skulle vara i rader skrivna från vänster till höger. Även SVG-bilder av varianter visas som de skulle vara om skrivna från höger till vänster som i de flesta av de faktiska inskriptionerna.

## Ord med etruskiskt ursprung
- Ordet fönster som kommit in i svenskan via latinets fenestra kommer sannolikt ursprungligen från etruskiskan.